# جين ميد
جين ميد (بالإنجليزية: Jane Mead)‏ (1958 - 8 سبتمبر 2019)؛ كاتِبة وشاعرة أمريكية.

## الجوائز
- زمالة غوغنهايم